# Mutig-Preis

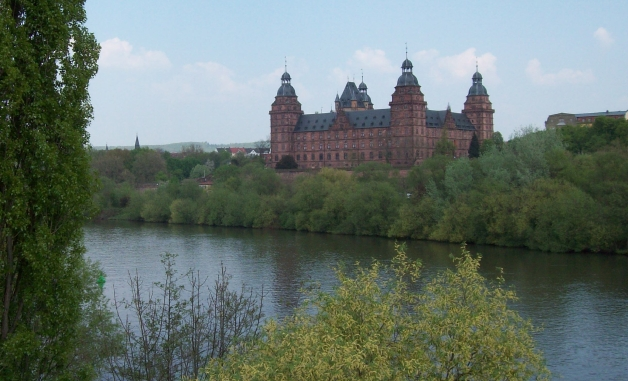
Blick zum Aschaffenburger Schloss mit Kapuzinerkloster (kleines Türmchen links)

Der Aschaffenburger Mutig-Preis ist ein zweijährlich jeweils regional und überregional verliehener Preis für Zivilcourage in der unterfränkischen Stadt Aschaffenburg. Er versteht sich als „Bürgerpreis“, der nicht von einer Institution oder Organisation verliehen wird. Träger ist die Jugend mit Zukunft gemeinnützige GmbH in Aschaffenburg. Initiator war 2004 Wolfgang Gärthe (* 1950 in Bonn). Zum Start gab es einen Vorbereitungskreis, dem neben Wolfgang Gärthe, Harald Maidhof und  Pater Felix Kraus angehörten. Der Preis soll zum Nachdenken und zur öffentlichen Auseinandersetzung über und für Zivilcourage anregen.

## Geschichte
Der von Wolfgang Gärthe 2004 initiierte Aschaffenburger Mutig Preis erinnert an den Pater Bernhardt (Bernhard von Trier), Guardian des Aschaffenburger Kapuzinerklosters, und wurde inspiriert durch dessen Wirken. Am 25. November 1631 – von Aschaffenburger Bürgern gebeten – soll Bernhardt die Stadt Aschaffenburg in den Wirren des Dreißigjährigen Krieges durch persönlichen mutigen Einsatz vor Schaden bewahrt haben. Ob das genau der historischen Wahrheit entspricht, die sich auf die Quellen des Kapuzinerklosters (1703 und 1735) und einer 1851 von Adalbert von Herrlein (1798–1870) niedergeschriebenen Sage beruft, war um 2005 Inhalt lebhafter Diskussionen in Aschaffenburg.
Seit 2006 wird der Mutig-Preis und dessen Wirkung auch überregional rezipiert.

## Motivation
Der Mutig-Preis will mutiges Verhalten fördern – er zeichnet positive Beispiele aus, insoweit ist er neben anderen Initiativen auch eine Kompensation in einer Welt, in der eher die negativen egoistischen Taten Meldungen wert sind und Aufmerksamkeit erregen. Der Mutig-Preis will aufzeigen, dass es immer wieder auch couragierte Menschen gibt. Er möchte dazu motivieren, nicht wegzusehen und bei entsprechenden Gelegenheiten selbst mutig zu sein und gesellschaftlicher Gleichgültigkeit vorzubeugen.

## Kriterium
Kriterium für eine Nominierung kann eine Tat oder eine mündliche oder schriftliche Äußerung sein, die laut Initiatoren mehr als selbstverständlich ist und die die allgemeinen Gepflogenheiten übertrifft. Die Tat soll nicht zum unmittelbaren persönlichen Vorteil unternommen worden sein und soll zum Nacheifern motivieren.

## Auszeichnung
Es werden Auszeichnungen in zwei Kategorien vergeben:
- Preisträger überregional: hierzu beschließt die Jury. Der Preisträger erhält eine Urkunde sowie ein Kunstwerk als Symbol. Es erfolgt eine Spende an ein konkretes Projekt im Arbeitsfeld der Auszeichnung.
- Preisträger regional[9]: hierzu erfolgt ein öffentlicher Aufruf und die Jury entscheidet über den Preisträger. Die Auszeichnung regional ist mit 1.000 Euro dotiert. Es kann eine Spende für ein Projekt im Arbeitsfeld der Auszeichnung erfolgen.

## Demokratie braucht Diskurs
Eine Besonderheit ist auch, dass die überregionalen Preisträger jeweils ab Donnerstag vor dem Verleihungswochenende in Aschaffenburg sind und in der Zeit bis zur Festveranstaltung am Samstag mindestens vier Veranstaltungen mit Jugendlichen und Erwachsenen stattfinden.

## Voraussetzungen für mutiges Verhalten
Auf der Homepage hat Wolfgang Gärthe sieben Voraussetzungen für couragiertes Verhalten veröffentlicht:
- Eine eigene Selbstsicherheit zum Handeln
- Einfühlungsvermögen in die Lage der Anderen und Mitgefühl, um zu helfen
- Die Fähigkeit zur Selbstreflexion, um über sich selbst und die Situation nachzudenken
- das Vermögen, angemessen zu reagieren
- die Fähigkeit artikulieren und argumentieren zu können, um ohne Gewalt Konflikte zu bewältigen
- Sachkompetenz über allgemeine Rechte, Pflichten und Regeln des Zusammenlebens
- Einschätzungsvermögen der Situation: eigene körperliche Geschicklichkeit und Stärken im Verhältnis zum Gegenüber (Selbst aktiv werden oder Hilfe holen)

Sie sind als Anregungen für Jedermann gedacht, aber auch für Verantwortliche in Kindergärten, Schulen, Familien, in der Arbeitswelt, der Politik und den Medien.

## Preisträger
Bisherige Preisträger sind:
2004

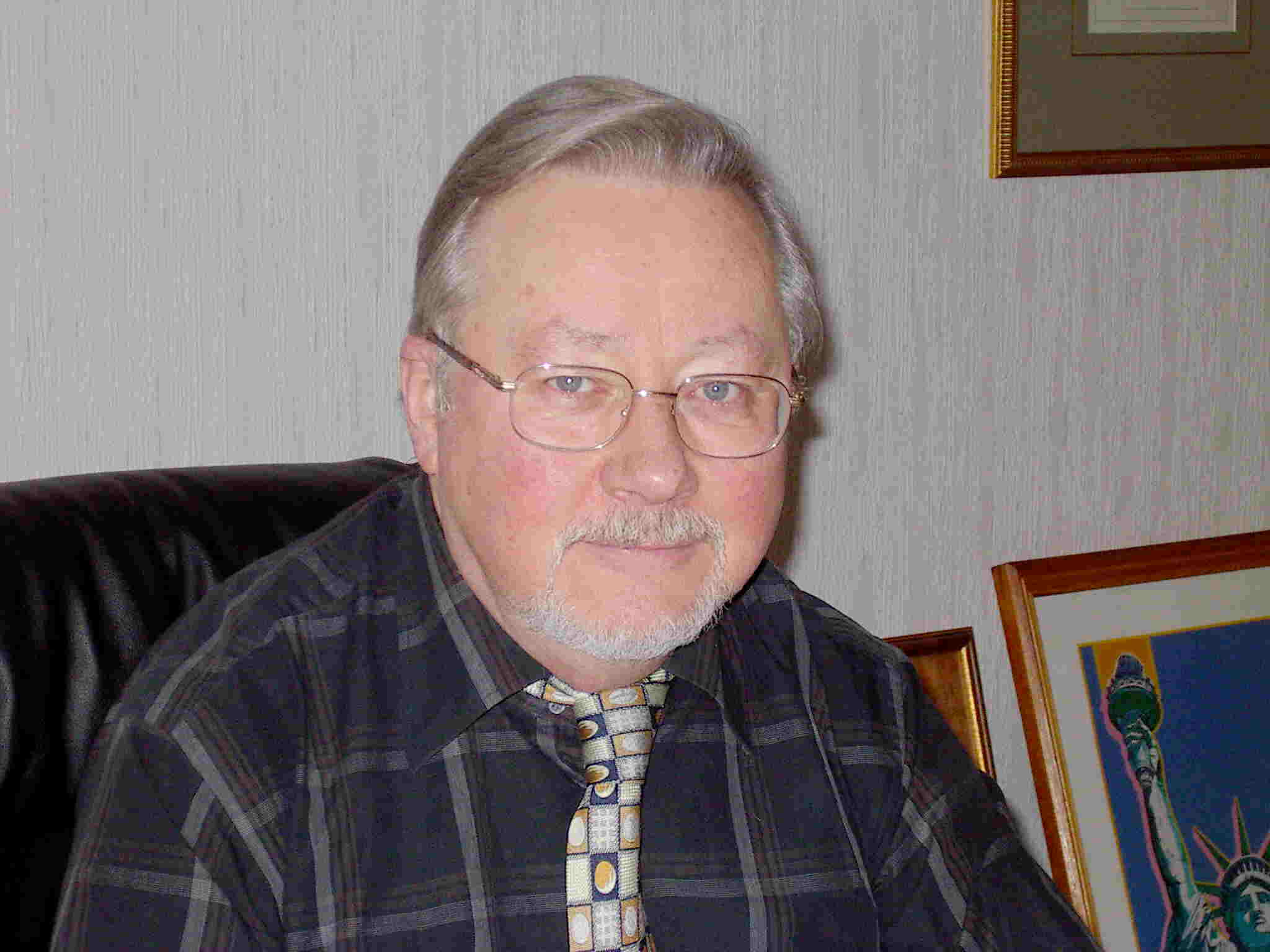
Vytautas Landsbergis

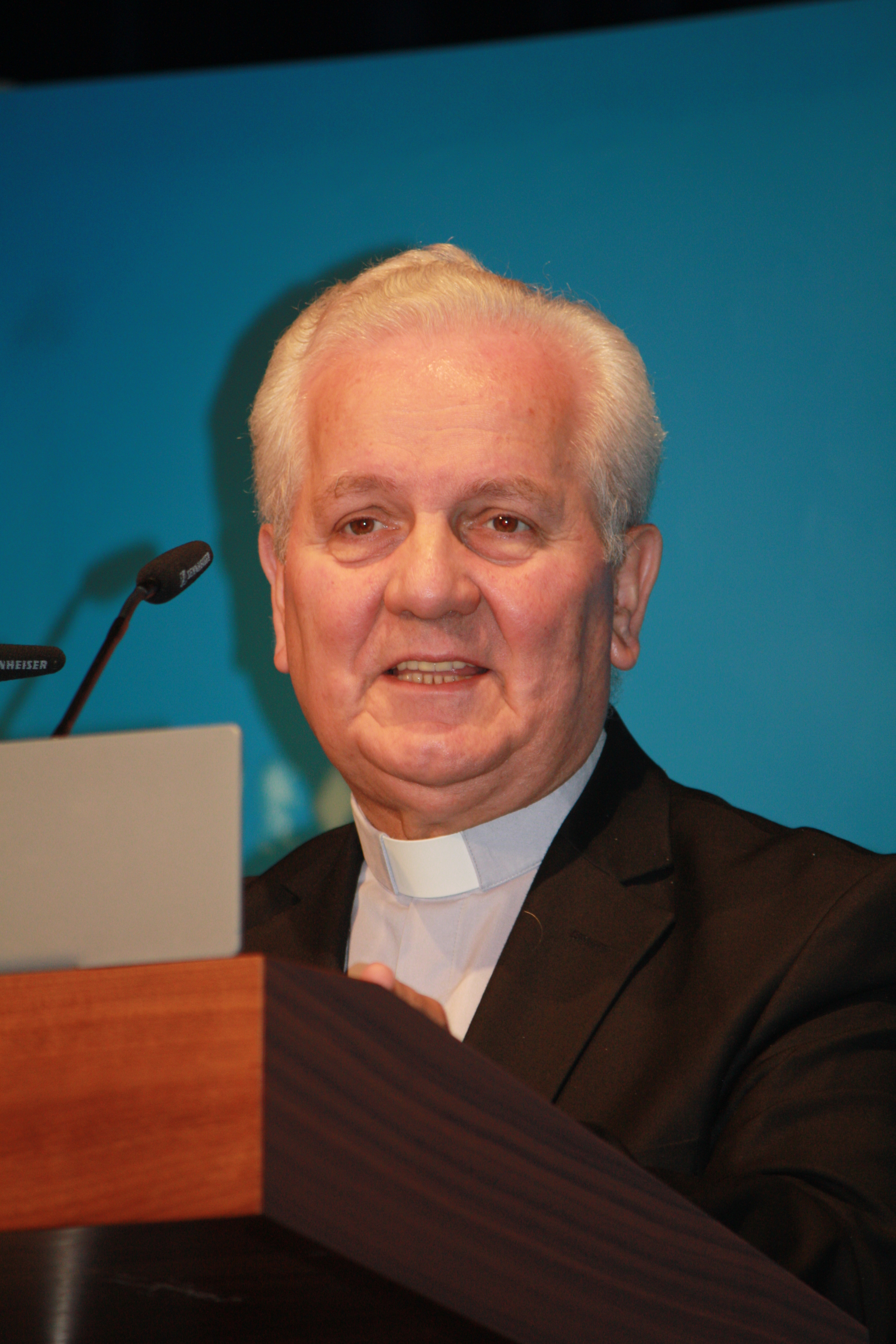
Franjo Komarica

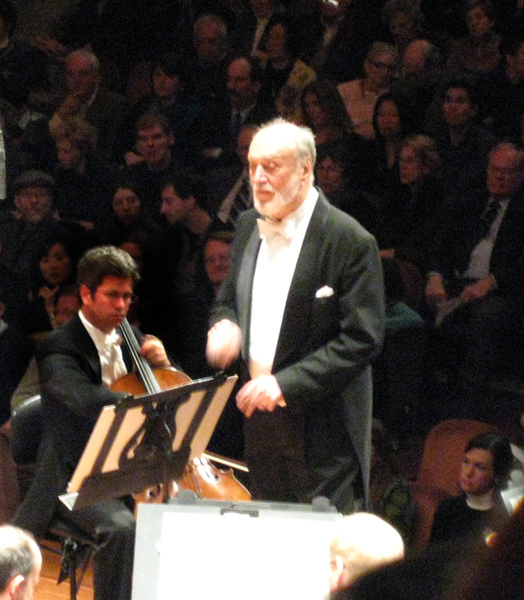
Kurt Masur

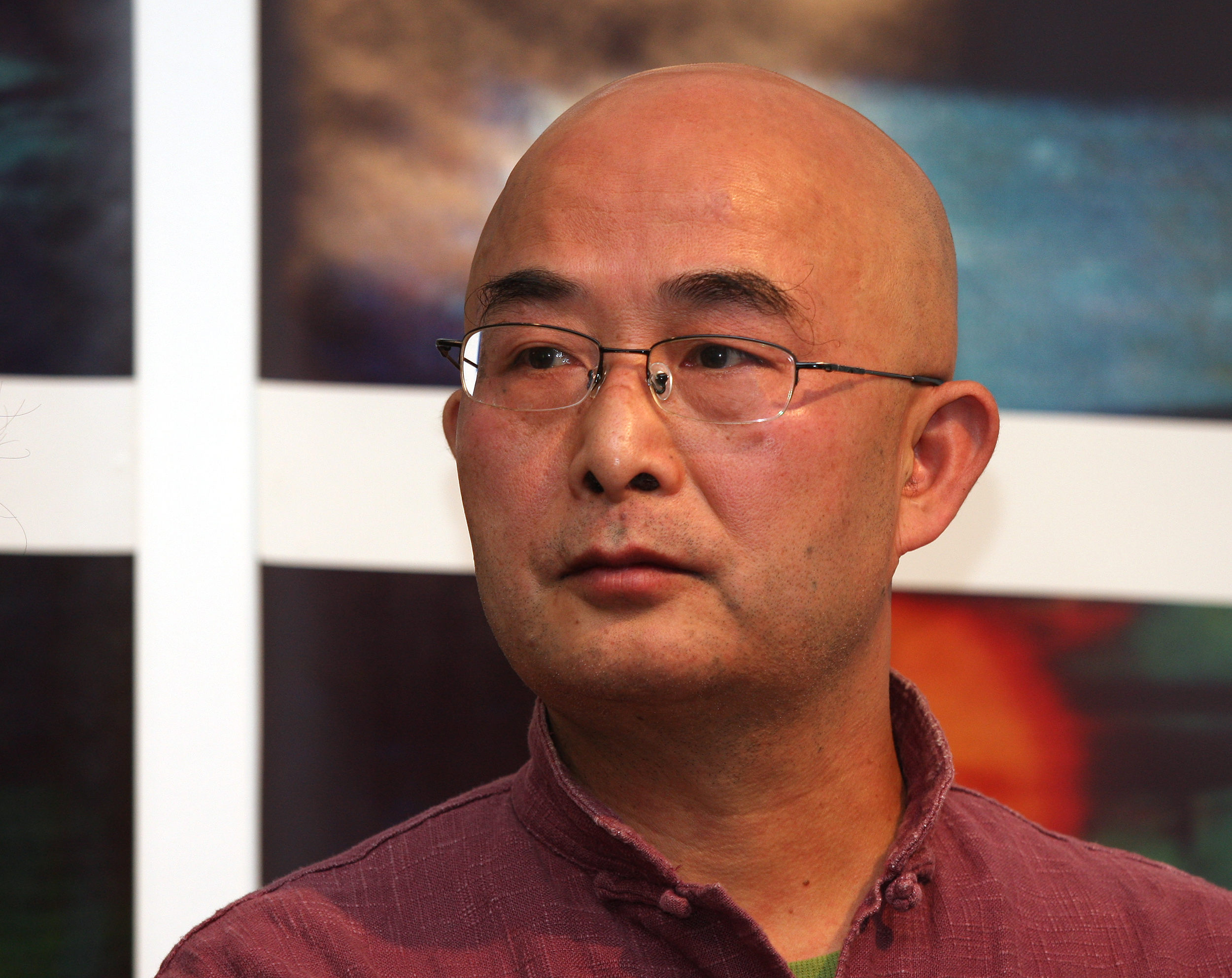
Liao Yiwu

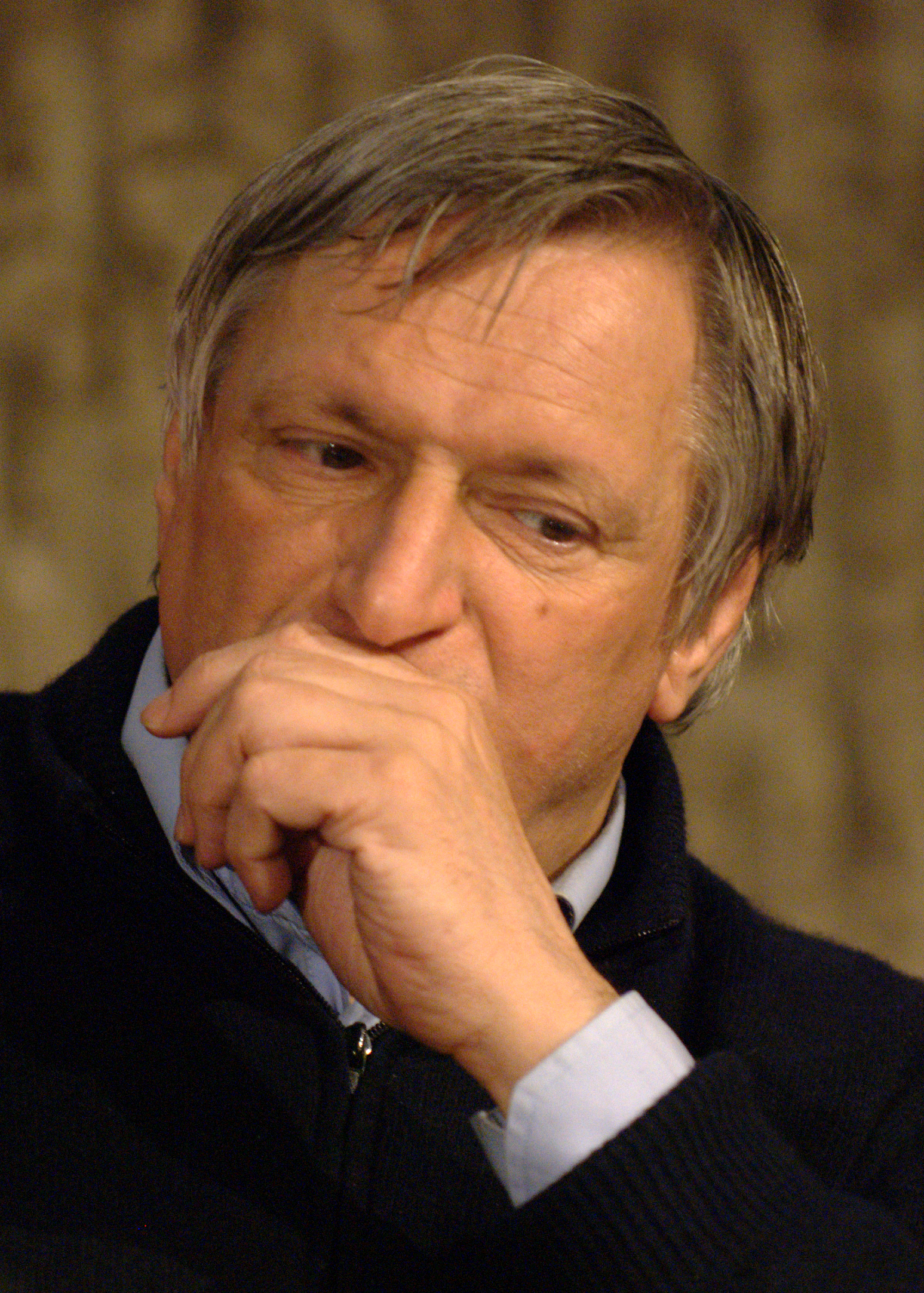
Luigi Ciotti

Vytautas Landsbergis, ehemaliger litauischer Staatspräsident, war der erste überregional Ausgezeichnete. Landsbergis habe an der Spitze der Vorbereitung und Umsetzung des Unabhängigkeitsprozesses in Litauen gestanden; gemeinsam mit anderen habe er sichergestellt, dieses Ziel zu erreichen, dafür sei die Übernahme von persönlichem Risiko und unklarem Ausgang Voraussetzung gewesen. Die Auszeichnung sei auch eine Anerkennung der vielen Menschen Litauens, die sich mutig am Unabhängigkeitsprozess beteiligt haben. Friedrich Magirius, Superintendent (1982–1995) an der Leipziger Nicolaikirche war Laudator.
Michael Allig war der erste regionale Preisträger, dem am 27. November 2004 der Mutig-Preis verliehen wurde. Der damals 23-jährige Aschaffenburger sah nicht weg, als am 1. Mai 2003 vor einer Diskothek in Niedernberg ein Mann seine Freundin brutal zusammenschlug. Er versuchte ihr zu helfen und ging dazwischen, um sie zu schützen. Dabei wurden ihm von einem Freund des Schlägers aus dem Hinterhalt mit einer Rasierklinge schwere Verletzungen zugefügt, die ihm fast sein Leben kosteten
2006
Franjo Komarica, Bischof aus Banja Luka, war Preisträger im Jahre 2006. Er habe während des Krieges allen Bedürftigen – Katholiken, Muslimen und Serben – mit der von ihm aufgebauten Caritas humanitär geholfen. Trotz größter Gefahr für Leib und Leben sei er in Banja Luka geblieben, „weil er wusste, dass er für viele Menschen die einzige moralische Stütze ist“, so die Jury in ihrer Begründung.
Mit ihm ausgezeichnet wurde der Miltenberger Stadtpfarrer Ulrich Boom, seit 8. Dezember 2008 Weihbischof der Diözese Würzburg. Ulrich Boom habe „Zur richtigen Zeit am richtigen Ort ein positives Zeichen gesetzt“. Mit einem 20-minütigen Geläut in seiner Stadtpfarrkirche St. Jakobus Miltenberg hat er eine Demonstration der Nachwuchsorganisation der NPD gesprengt. Dem Geistlichen sei es darum gegangen, „Verblendung und Verirrung umzuwandeln in Innehalten und Nachdenken“. Es wurde erwogen, dies mit einer Geldbuße wegen Verstoßes gegen die Versammlungsfreiheit zu ahnden, das Verfahren wurde aber ohne Auflagen eingestellt. Der Spiegel berichtete von der Aktion und der Berliner Tagesspiegel taufte Boom den „Glöckner vom Untermain“;.
2008
Den Mutig-Preis 2008 erhielt die gebürtige Somalierin Jawahir Cumar. Sie kämpft seit 1996 mit ihrem Verein „STOP Mutilation“ gegen die Beschneidung von Mädchen in Europa und Afrika. Sie selbst hat die Beschneidung als junges Mädchen in Somalia erfahren. Im Alter von elf Jahren kam sie mit ihrer Familie nach Deutschland.
Mit dem regionalen Preis 2008 wurden Marcus Diller und Axel Dehler ausgezeichnet. Sie sorgten dafür, dass im August 2004 ein Straftäter in der Aschaffenburger Fußgängerzone festgenommen werden konnte. Der 43-Jährige trat aus „persönlicher Frustration“ den Außenspiegel eines Autos ab. Diller stellte ihn zu Rede, wobei er daraufhin angegriffen und mit Fausthieben ins Gesicht verletzt wurde. Die übrigen Passanten sahen nur zu; der hinzugekommene Dehler rief mit seinem Mobiltelefon die Polizei. Sie verfolgten den flüchtenden Täter und stellten ihn; dieser wurde später zu einer Freiheitsstrafe auf Bewährung verurteilt.
2010
Kurt Masur erhielt 2010 den Mutig-Preis für sein friedliches Engagement bei der Leipziger Montagsdemonstration am 9. Oktober 1989. Seine Aufrufe über Lautsprecher hätten seinerzeit eine Eskalation verhindert. Kurt Masur mit Ehefrau Tomoko Sakurai aus New York angereist, im Gespräch mit jungen Leuten. „Ich bin ehrlich, dazu gehört Mut“ und weiter, „Ich habe mich auch nicht mit wehender Fahne an die Spitze eines Zuges gestellt, sondern auf meine Art das unterstützt, was die Menschen wollten.“ Zum Mutig-Preis: Er selbst verstehe ihn als Ehrung dafür, dass er geholfen hat, die Katastrophe zu verhindern. Laudator Wolfgang Tiefensee, Ex-Oberbürgermeister von Leipzig und Bundesverkehrsminister a. D.: Masurs Name sei „untrennbar mit dem Begriff der friedlichen Revolution verbunden“.
Regionale Preisträger wurden Moein Ramezani aus Aschaffenburg und Marc Kohlert aus Haibach, die einen schweren Fall von Kindesmisshandlung aufdeckten und zur Anzeige brachten. Den beiden Elektromarktverkäufer fiel ein apathischer zweijähriger Junge auf, der wie sich später herausstellte, vom Lebensgefährten der Mutter mehrfach verprügelt und misshandelt wurde.
2013
Liao Yiwu: Mit seinem mutigen Eintreten für die Würde von Menschen in seiner Heimat China hat er persönliche Nachteile riskiert und saß dafür vier Jahre im Gefängnis. Seit 2011 lebt er in Berlin. Die persönliche Auszeichnung für Yiwu Liao erfolgte am 9. November 2013. Laudator war Peter Sillem, Lektor beim S. Fischer Verlag. In seinem Dank sprach Liao nicht nur über Freiheit – „er ließ sie tönen“. Zusammen mit Marcus Hagemann am Violoncello bedankte sich der Schriftsteller, Musiker und Dichter mit zwei Musikstücken.
Roselinde Mirkovic und Isolde Gerlach aus Mainaschaff erhielten den regionalen Preis für ihr couragiertes Eingreifen zur Verhinderung einer Straftat, als versucht wurde, eine ältere altersbedingt demente Frau (83 Jahre) um ihre Ersparnisse zu bringen.
2015
Reporter ohne Grenzen erhielten 2015 den Preis für ihren Kampf gegen Verstöße gegen die Pressefreiheit und für Menschenrechte sowie die Unterstützung von Reportern in Not.
Den regionalen Preis 2015 erhielt Berthold Holzschuh, der in einer bedrohlichen Alltagssituation einer von ihrem Mann verprügelten Frau zur Seite stand, obwohl er selbst dabei lebensgefährliche Verletzungen erlitt.
2017
Don Luigi Ciotti wurde am 2. Dezember 2017 der überregionale Preis 2017 für sein selbstloses Handeln gegen Korruption, Illegalität und Ungerechtigkeit verliehen, sein Wirken für eine gerechtere und bessere Welt, sowie sein Eintreten für und seine Arbeit mit benachteiligten Menschen in Italien.
2019
Jan-Robert von Renesse ist Richter am Landessozialgericht Essen und setzte sich erfolgreich für gerechte Renten für überlebende jüdischen Zwangsarbeiter in Ghettos ein – auch gegen Widerstände seiner Disziplinaraufsicht. Dafür erhielt er den Mutig-Preis überregional 2019.
2021
Monika Hauser ist Gründerin und Vorsitzende von medica mondiale, einer Hilfsorganisation für von sexualisierter Kriegsgewalt betroffenen Frauen und Mädchen. Sie erhielt den überregionalen Preis 2021 für ihren persönlichen Einsatz auf diesem Gebiet. Die Verleihung erfolgte coronabedingt erst im Jahr 2022, wegen einer Erkrankung mit dem Virus konnte die Preisträgerin selbst nicht zur Verleihung erscheinen. Hauser hatte sich in der Vergangenheit kritisch zu Preisen dieser Art geäußert.